# World-1 International
Palmarès
voir ici
WORLD-1 International était un clan de catcheurs appartenant à la Dragon Gate, une fédération de catch japonaise, fondée le 25 mars 2012. Le concept du groupe était que World-1 était un groupe International car une partie des membres du clan étaient des étrangers.

## Carrière

### Dragon Gate
Lors de Dead Or Alive 2012, Naruki Doi, Masato Yoshino et PAC battent Jimmyz (Genki Horiguchi H.A.Gee.Mee!!, Jimmy Kanda et Ryo "Jimmy" Saito) et remportent les Open the Triangle Gate Championship.
Le 3 mars, Naruki Doi, Rich Swann et Shachihoko Boy battent Jimmyz (Genki Horiguchi H.A.Gee.Mee!!, Mr. Kyu Kyu Naoki Tanizaki Toyonaka Dolphin et Ryo "Jimmy" Saito) et remportent les Open the Triangle Gate Championship.
Le 21 juillet 2013, Naruki Doi et Ricochet battent Akira Tozawa et BxB Hulk et remportent les Open the Twin Gate Championship.
Le 12 septembre, Naruki Doi se retourne contre Masato Yoshino et rejoint Mad Blankey, signifiant la fin du groupe.

### Dragon Gate USA
Lors de Open The Ultimate Gate 2012, Masato Yoshino et Ricochet battent Ronin (Chuck Taylor et Johnny Gargano) et remportent les vacants Open The United Gate Championship.

## Palmarès
- Dragon Gate
  - 1 fois Open the Dream Gate Championship – CIMA
  - 2 fois Open the Brave Gate Championship – Masato Yoshino (1) et Ricochet (1)
  - 1 fois Open the Twin Gate Championship – Naruki Doi et Ricochet
  - 3 fois Open the Triangle Gate Championship – Masato Yoshino, Naruki Doi et PAC (1), Masato Yoshino, Naruki Doi et Shachihoko BOY (1) et Naruki Doi, Rich Swann et Shachihoko Boy (1)
  - King of Gate (2013) - Ricochet
  - King of Chop (III) – Masato Yoshino

- Dragon Gate USA
  - 1 fois Open the Freedom Gate Championship – Johnny Gargano
  - 1 fois Open The United Gate Championship – Masato Yoshino et Ricochet